# Bataille de Wancheng
guerres de la fin de la dynastie Han
La bataille de Wancheng (chinois simplifié : 宛城之战 ; chinois traditionnel : 宛城之戰 ; pinyin : Wǎnchéng Zhī Zhàn), ou bataille de Wan, oppose les seigneurs de guerre Cao Cao et Zhang Xiu en 197, à la fin de la dynastie Han. Zhang Xiu remporte la victoire, pendant que Cao Cao s'enfuit après sa défaite.

## Situation avant la bataille
En 197, Cao Cao part de Xuchang à la tête de son armée, pour attaquer la province de Jing, soit le Hubei et le Hunan actuel, qui est alors gouvernée par Liu Biao. En chemin, Cao Cao fait étape à Wancheng, qui est dirigé par Zhang Xiu. Jia Xu, un stratège au service de Xiu, suggère à son seigneur de faire semblant de se rendre à Cao Cao, pour ensuite faire le nécessaire pour éloigner ce dernier. Comme prévu par Jia Xu, Cao Cao accepte la reddition de Zhang Xiu et l'autorise à continuer à gouverner Wancheng.
Cependant, un peu plus tard, Cao Cao tombe sous le charme de la veuve de Zhang Ji, le défunt oncle de Zhang Xiu, et fait d'elle sa concubine. Dans le Roman des trois Royaumes, cette veuve est connue sous le nom de Dame Zou (鄒氏). Zhang Xiu se sent humilié par l'attitude de Cao et veut se venger, mais lorsque ce dernier entend parler de l'état d'esprit de Xiu, il commence à organiser le meurtre de son hôte. Le complot de Cao Cao ne reste pas secret longtemps et lorsque Zhang Xiu est mis au courant, il se révolte contre Cao Cao et lance une attaque surprise contre son camp au milieu de la nuit.

## La bataille
Grâce à l'effet de surprise et à l'impréparation de son adversaire, Zhang Xiu prend l'avantage sur Cao Cao. Voyant la tournure que prennent les combats, Cao s'enfuit à cheval, pendant que son général Dian Wei reste en arrière pour empêcher l’ennemi de passer la porte par laquelle son maître vient de s'enfuir. Cependant, les troupes de Zhang Xiu arrivent de toutes les directions et finissent par encercler Dian Wei. Il se retrouve face aux troupes de Xiu, avec seulement dix hommes à ses côtés. Le combat est désespéré et Dian Wei se bat avec l'énergie du désespoir, réussissant à tuer dix soldats ennemis ou plus. Alors que la zone du combat est parsemée de blessés et de cadavres, Wei, blessé à plus de dix reprises, continue à se battre. Les soldats ennemis qui lui font face n'osent pas avancer davantage, jusqu'au moment où Dian Wei, à bout de forces, laisse échapper un dernier cri et meurt. Après avoir vérifié que leur adversaire est bien mort, les hommes de Zhang Xiu le décapitent et retournent à leur camp.
Si Cao Cao réussit à s'enfuir, c'est grâce à son fils Cao Ang, qui lui offre son destrier et reste sur place pour tenir à distance les soldats de Zhang Xiu. Même si Cao Ang a réussi à gagner du temps pour son père avant de s’échapper, il est rattrapé et tué par les soldats de Xiu. Cao Anmin, le neveu de Cao Cao, meurt également durant la bataille. Finalement, Cao Cao réussit à atteindre Wuyin, ou il pleure lorsqu'il apprend la mort de Dian Wei.

## Conséquences
La défaite de Cao Cao l'oblige à reporter à plus tard son expédition contre la province de Jing. Il faut attendre l'an 200 pour que Zhang Xiu face définitivement allégeance à Cao Cao, grâce aux conseils de Jia Xu. Et ce n'est qu'en 208, après bien des combats contre Lü Bu, Liu Bei, les derniers vestiges des Turbans jaunes, Yuan Shao et les enfants de ce dernier; que Cao Cao peut de nouveau marcher sur Jing pour y affronter le fils de Liu Biao, mort entre-temps et annexer la province.
Sa victoire est de courte durée, car après sa défaite lors de la bataille de la Falaise rouge, il est obligé de se replier vers le nord et d'abandonner définitivement ses prétentions sur la province de Jing.